# Tipula (Lunatipula) strigosa
Tipula (Lunatipula) strigosa is een tweevleugelige uit de familie langpootmuggen (Tipulidae). De soort komt voor in het Palearctisch gebied.